# Голанский диалект

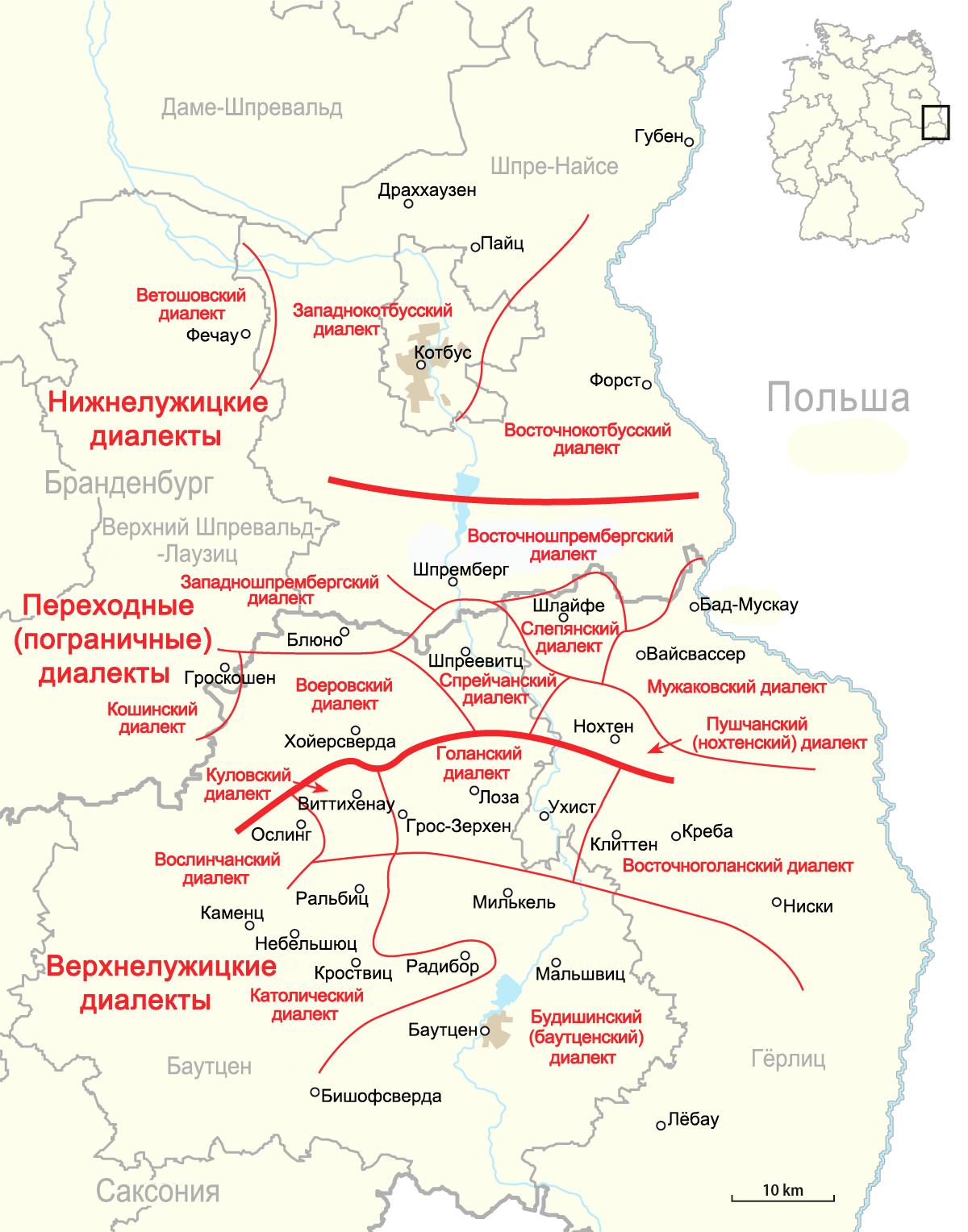
Голанский диалект на карте диалектов лужицких языков

Го́ланский диале́кт (в.-луж. Holanska narěč, нем. Heidedialekt) — один из диалектов лужицких языков, распространённый согласно диалектологической карте Г. Шустер-Шевца на территории общины Лоза района Баутцен и восточной части общины Боксберг района Гёрлиц (федеральная земля Саксония). На карте, опубликованной в Атласе серболужицкого языка (Sorbischer Sprachatlas), к ареалу голанского диалекта отнесены также южные территории общины Шпреталь района Бауцен. Входит в верхнелужицкую группу диалектов. По языковым особенностям близок к будишинскому диалекту, распространённому южнее голанского, с которым они оставляют центральный верхнелужицкий диалектный ареал.

## Область распространения
Название голанского диалекта (так же, как и название соседнего с ним восточноголанского) связано с названием местности, расположенной в Верхней Лужице, в которой живут носители голанских говоров — Го́ля (в.-луж. Hola — «полоса леса», или «лесистая местность»). Отсюда и названия holan, holanka — жители лесистой местности. Наиболее крупными поселениями в данной области, относящимися к голанскому ареалу, являются Гросс-Зерхен (в.-луж. Wulke Ždźary, нем. Groß Särchen), Лоза (в.-луж. Łaz, нем. Lohsa), Вайскольм (в.-луж. Běły Chołmc, нем. Weißkollm), Кобленц (в.-луж. Koblicy, нем. Koblenz) — в общине Лоза района Баутцен; Боксберг (в.-луж. Hamor, нем. Boxberg), Уист (в.-луж. Delni Wujězd, нем. Uhyst) — в восточной части общины Боксберг района Гёрлиц — в окрестностях озера Бервальдер Зее (в.-луж. Bjerwałdski jězor, нем. Bärwalder See).
Ареал голанского диалекта размещён в северной части территории распространения верхнелужицкой диалектной группы, согласно карте диалектному членению с запада к нему примыкают говоры верхнелужицкого куловского диалекта, с севера — говоры переходных (пограничных) диалектов (воеровского — на северо-западе, шпрейчанского — на севере и пушчанского — на северо-востоке). С востока голанский диалект граничит с верхнелужицким восточноголанским диалектом. К югу от территории голанского диалекта распространён верхнелужицкий будишинский (баутценский), а с юго-запада — католический диалект. По диалектному членению, представленному в Атласе серболужицкого языка, к области распространения голанского диалекта также относят значительные части территорий шпрейчанского и пушчанского диалектов (которые на карте атласа не выделяются как отдельные диалектные единицы), северная часть голанского ареала примыкает к ареалам центрального переходного и восточного (слепянского) переходного диалектов.

## Особенности диалекта
Голанский диалект отличается от литературного языка и выделяется среди остальных верхнелужицких диалектов отсутствием перехода a > e в позиции между палатализованными согласными: čeladź (в.-луж. литер. čeledź «прислуга», «челядь»), žal (в.-луж. литер. žel «жаль»), rjadźić (в.-луж. литер. rjedźić «чистить», «убирать») и т. п. Данное явление отражено в таких морфологических особенностях диалекта, как наличие окончаний существительных мужского рода множественного числа в творительном падеже -’ami, и двойственного числа в именительном падеже -’aj, противопоставленных окончаниям -’emi и -’ej в других диалектах и литературном языке.